# Ostružno (Bośnia i Hercegowina)
Ostružno – wieś w Bośni i Hercegowinie, w Federacji Bośni i Hercegowiny, w kantonie bośniacko-podrińskim, w mieście Goražde. W 2013 roku liczyła 1 mieszkańca – Serba.